# Bundesautobahn 29
Pour les articles homonymes, voir A29.
La Bundesautobahn 29 (BAB 29, A29 ou Autobahn 29) est une autoroute allemande en Basse-Saxe de 93 kilomètres reliant Wilhelmshaven à l’A1 (Heiligenhafen-Sarrebruck) au niveau de Cloppenburg. Cette dernière se prolonge vers le sud-ouest du pays, permettant ainsi une connexion directe entre la Baie de Jade et la Ruhr.

## Tracé
L’A29 comporte 21 sorties numérotées de 1 à 21 du nord au sud et croise 3 autoroutes dans le même sens:
- à Oldenbourg
- à Oldenbourg
- au niveau de Cloppenburg